# Франчески, Жан-Батист
Жан-Батист Франчески (Франсши-Делонн) (фр. Jean-Baptiste Francisqui; 4 сентября 1767, Лион — 23 октября 1810, Картахена) — французский военный деятель, бригадный генерал (1805 год), барон (1810 год), участник революционных и наполеоновских войн.
Имя генерала выбито на Триумфальной арке в Париже.

## Биография
Родился в семье штукатура. Жан-Батист посвятил себя искусству, стал скульптором и поселился на вилле. В сентябре 1792 года вступил в «художественную роту», которая была частью 9-го батальона волонтёров Парижа. Был избран сослуживцами младшим лейтенантом. Сражался в Рейнской армии, затем служил при штабе артиллерии. 6 октября 1796 года стал адъютантом генерала Дебеля. 11 декабря 1796 года принял участие в неудачной экспедиции в Ирландию. 9 ноября 1796 года произведён в лейтенанты, 17 февраля 1797 года зачислен в 4-й гусарский полк. 18 апреля 1797 года сражался при Нойвиде, и прямо на поле боя был произведён генералом Гошем в капитаны. 2 февраля 1799 года стал адъютантом генерала Дебийи в Дунайской армии. Затем зачислен в состав Гельветической армии, где он познакомился и подружился с генералом Сультом. 28 июня 1799 года Жан-Батист стал его адъютантом. Отличился при обороне Генуи, когда смог пробраться из окружения, и доставить письмо Наполеону, после чего успешно вернулся обратно. 24 августа 1801 года назначен командиром эскадрона 4-го гусарского полка. 16 октября 1802 года вновь вернулся к выполнению функций адъютанта Сульта.
1 февраля 1805 года назначен командиром 8-го гусарского полка. В составе лёгкой кавалерии 4-го корпуса Великой Армии участвовал в Австрийской кампании 1805 года. Отличился при Ульме, и особенно при Аустерлице. Когда он со своим полком проезжал мимо Императора, последний сказал: «До сих пор мой гусар! ... Всегда и везде! ... Всегда бесстрашный! ... Всегда готовый обнажить саблю!» За успешные действия в этой кампании произведён в бригадные генералы.
31 декабря 1805 года возглавил 1-ю бригаду в дивизии генерала Фиореллы, осаждающей Венецию. 21 февраля 1806 года возглавил кавалерию 2-го корпуса генерала Ренье Армии Неаполя. 7 марта 1807 года стал адъютантом короля Жозефа Бонапарта. 8 февраля 1808 года во дворце Партичи женился на Анне-Аделаиде Дюма, дочери генерала Матьё Дюма. 15 августа 1808 года вместе с королём отбыл в Испанию. В сентябре возглавил бригаду лёгкой кавалерии в Армии Испании, 17 ноября приписан с бригадой ко 2-му корпусу той же армии. Он принял участие в нескольких сражениях, отличился при Плерине (25 и 26 октября) и Мансилье-де-ла-Мулас (29 или 30 декабря), где он захватил тысячи испанских солдат. В 1809 года командует дивизией, состоящей из 1-го гусарского, 8-го драгунского, 22-го конно-егерского и ганноверского конно-егерского, в авангарде войск Сульта при наступлении на Корунью. В марте 1809 года вступает в Португалию. 18 и 20 марта сражается при Браге, где он захватывает деревню Ланьозу, после чего вместе с кавалерией Мерме выходит в тыл англичан. Однако прибытие войск генерала Веллингтона меняет ситуацию, и французам приходится отступать. Франсши-Делонн со своими четырьмя полками умело действует в арьергарде.
28 июня направляясь в Мадрид к королю Жозефу с донесением от Сульта, попадает у Заморы в засаду. Захваченного в плен, его сперва доставляют в Севилью, затем в тюрьму в Гренаде. В 1810 году его перевозят в Картахену. В тюрьме писал стихи, обращённые к оставшейся во Франции жене. Плохие условия содержания под стражей подрывают здоровье генерала, и 23 октября 1810 года он умирает. Получив известие о смерти мужа, Анна-Аделаида отказывается от приёма пищи и умирает в 1811 году.

## Воинские звания
- Младший лейтенант (сентябрь 1792 года);
- Лейтенант (9 ноября 1796 года);
- Капитан (18 апреля 1797 года, утверждён 1 сентября 1799 года);
- Командир эскадрона (13 октября 1799 года, утверждён 19 октября 1799 года);
- Полковник (3 ноября 1802 года);
- Бригадный генерал (24 декабря 1805 года).

## Титулы
- Барон Франсши-Делонн и Империи (фр. baron Franceschi-Delonne et de l'Empire; декрет от 19 марта 1808 года, патент подтверждён 23 июня 1810 года)[1].

## Награды
Легионер ордена Почётного легиона (11 декабря 1803 года)
 Коммандан ордена Почётного легиона (14 июня 1804 года)
 Кавалер ордена Железной короны (9 декабря 1807 года)
 Высший сановник королевского ордена Обеих Сицилий (май 1808 года)